# 바르샵스카야역
바르샵스카야역(러시아어: Варшавская)은 모스크바 지하철 카홉스카야 선의 역이다.

## 역사
본 역은 1969년 8월 11일 자모스코보레츠카-카홉스카야 노선으로 개통되었다. 1985년부터 이 노선은 VC모드로 작동되어 1995년에 분리되어 카홉스카야 선 상의 역이 되었다.